# Tissi (Ciad)
 Tissi  è un comune del Ciad situato nel dipartimento di Tissi, provincia del Sila.